# Callosciurus
Callosciurus (Gray, 1867) è il genere della famiglia degli Sciuridi che comprende i cosiddetti scoiattoli magnifici o tricolori, originari del Sud-est asiatico.

## Tassonomia e distribuzione
La maggior parte delle specie di Callosciurus abita le foreste pluviali dell'Indocina e dell'Indonesia; alcune specie o sottospecie sono endemiche di ristrette regioni. Complessivamente, l'areale naturale si spinge a nord fino a una fascia che va dall'India settentrionale a Taiwan e a sud fino alle isole di Giava e Bali. Alcuni Callosciurus si sono abituati ad ambienti antropizzati e possono essere avvistati in parchi e giardini cittadini. Talvolta sono stati introdotti in aree lontane dalle loro terre d'origine e non di rado vi si sono naturalizzati. Anche in Italia esistono due piccole popolazioni introdotte di C. finlaysonii. Il genere comprende le seguenti specie:
- Callosciurus adamsi Kloss, 1921 - scoiattolo dalle orecchie macchiate (Borneo settentrionale e occidentale);
- Callosciurus albescens (Bonhote, 1901) - scoiattolo di Kloss (Sumatra settentrionale);
- Callosciurus baluensis (Bonhote, 1901) - scoiattolo del Kinabalu (Borneo nord-occidentale);
- Callosciurus caniceps (Gray, 1842) - scoiattolo dal ventre grigio (Myanmar meridionale, Thailandia, penisola malese e isolette vicine);
- Callosciurus erythraeus (Pallas, 1779) - scoiattolo di Pallas (Cina meridionale, Bhutan, Assam, Bangladesh, Myanmar, Thailandia, Indocina, penisola malese, Taiwan e Hainan);
- Callosciurus finlaysonii (Horsfield, 1823) - scoiattolo di Finlayson (dal Myanmar orientale alla Cambogia);
- Callosciurus inornatus (Gray, 1867) - scoiattolo disadorno (Yunnan meridionale, Laos e Vietnam settentrionale);
- Callosciurus melanogaster (Thomas, 1895) - scoiattolo delle Mentawai (isole Mentawai, al largo delle coste occidentali di Sumatra);
- Callosciurus nigrovittatus (Horsfield, 1823) - scoiattolo a strisce nere (penisola malese, Sumatra, Giava, Borneo, Tioman e isole Tambelan; un avvistamento dubbio nel Vietnam meridionale);
- Callosciurus notatus (Boddaert, 1785) - scoiattolo delle banane (penisola malese e molte isolette vicine, isole Riau, Sumatra, Bangka, Giava, Bali, Borneo, Salayer - un'isola a sud di Sulawesi - e Lombok);
- Callosciurus orestes (Thomas, 1895) - scoiattolo a bande nere del Borneo (Borneo);
- Callosciurus phayrei (Blyth, 1856) - scoiattolo di Phayre (Myanmar orientale e Yunnan sud-occidentale);
- Callosciurus prevostii (Desmarest, 1822) - scoiattolo di Prevost (penisola malese, isole Riau, Sumatra, Bangka, Borneo e molte isolette vicine, isole Tambelan e Serasan, e Sulawesi - ove probabilmente è stato introdotto dall'uomo);
- Callosciurus pygerythrus (I. Geoffroy Saint Hilaire, 1832) - scoiattolo dell'Irrawaddy (dal Nepal al Myanmar);
- Callosciurus quinquestriatus (Anderson, 1871) - scoiattolo di Anderson (regione di confine tra Myanmar nord-orientale e Yunnan occidentale).

## Descrizione
Il corpo dei Callosciurus misura 12,7-28 cm e la coda 7,6-25,4 cm; pesano 150-500 g. Il nome del genere significa «scoiattoli bellissimi» ed è piuttosto appropriato per questi animali, che sono tra i mammiferi più vivacemente colorati. Sebbene la forma del corpo sia generalmente la stessa, la colorazione varia molto da una specie all'altra. Alcune sono di un bianco quasi candido o color crema chiaro, con una tinta rosea o color cannella chiaro in alcune stagioni. Altre sono di colore grigio misto al marrone, con le regioni inferiori di un bruno-rossastro brillante e talvolta con i piedi marroni e le cosce bianche. Altre ancora sono tricolori: la sommità del capo, il dorso, la coda e i fianchi sono di colore nero lucido o marrone, le regioni inferiori sono di colore bruno-rossastro chiaro o scuro e dove le due colorazioni si incontrano corre una linea bianca o grigia. La specie C. finlaysonii può essere completamente nera o completamente bianca, o con le regioni inferiori bianche, rosse o nere. Nel caso in cui queste ultime sono rosse, anche l'intero animale è rosso o rossastro; se esse non sono rosse, la radice della coda è di colore chiaro. C. erythraeus è generalmente olivastro sopra e bruno-rossastro o bianco sotto.
In questi animali la pelliccia non è particolarmente morbida, ma è pur sempre molto folta. In alcune specie anche la coda è piuttosto folta, ma appiattita, dal momento che i peli della regione inferiore sono brevi. Nell'aspetto esterno questi scoiattoli non sono distinguibili da quelli dei generi Sciurus e Ratufa, tranne per il fatto di avere colori più brillanti degli Sciurus e di essere più piccoli dei Ratufa. Le femmine hanno quattro o sei mammelle.

## Biologia
Le specie di Callosciurus sono per lo più arboricole e costruiscono i propri nidi con materiali vegetali. Sono solitarie e partoriscono da uno a cinque piccoli. La loro dieta comprende generalmente noci, frutta e semi, ma anche insetti e uova di uccelli.

## Conservazione
I Sakai, della penisola malese, chiamano il C. caniceps tupai taratak per il richiamo d'allarme che emette. A Taiwan il C. erythraeus viene venduto in gran numero a persone che credono che ospitarne uno in casa porti fortuna. Dall'isola di Taiwan la stessa specie è stata introdotta su alcune piccole isole del Giappone e nella Francia meridionale. A causa della deforestazione e della caccia, C. inornatus e C. finlaysonii sono scomparsi dal Laos. Le specie più rare, tuttavia, elencate come vulnerabili dalla IUCN, sono C. adamsi e C. melanogaster.